# Freewrap
Freewrap è un compilatore tcl/tk che permette di convertire gli script in detto linguaggio in eseguibili compatibili sia con Windows che con Linux, sviluppato dal 2005 da Dennis LaBelle e rilasciato con licenza BSD.
Al suo interno contiene tutte le librerie necessarie, ed è quindi considerato un compilatore "Batteries Included", ossia pronto all'uso.

## Librerie incluse
È dotato attualmente, tra le altre, delle seguenti librerie:
- BLT solo con la versione PLUS
- ZVFS il filesystem zip virtuale
- TK
- DDE
- WINICO
- REGISTRY